# アラビア語レバノン方言
アラビア語レバノン方言はアラビア語の口語（アーンミーヤ）のひとつで、レバント方言に分類される言語。レバノンで話されている。レバノンの周辺諸国やヨーロッパの言語の影響を強く受けている。それはレバノン人が英語やフランス語など多くの言語を用いるためでアラビア語と英語、フランス語などの言語を混ぜるのは珍しくない。

アラビア語レバント方言の分布

アラビア語の口語（アーンミーヤ）の方言地図